# Deutsche Leichtathletik-Meisterschaften 1949/Resultate
Der Hauptteil der Wettbewerbe bei den 49. Deutschen Leichtathletik-Meisterschaften wurde am 6. und 7. August 1949 im Bremer Weserstadion ausgetragen.
In der hier vorliegenden Auflistung werden die in den verschiedenen Wettbewerben jeweils ersten sechs platzierten Leichtathletinnen und Leichtathleten aufgeführt. Eine Übersicht mit den Medaillengewinnerinnen und -gewinnern sowie einigen Anmerkungen zu den Meisterschaften findet sich unter dem Link Deutsche Leichtathletik-Meisterschaften 1949.
Wie immer gab es einige Disziplinen, die zu anderen Terminen an anderen Orten stattfanden – in den folgenden Übersichten jeweils konkret benannt.
Hier die ausführlichen Ergebnislisten der Meisterschaften:

## Meisterschaftsresultate Männer

### 100 m
| Platz | Athlet, Verein                          | Zeit (s) |
| ----- | --------------------------------------- | -------- |
| 1     | Heinz Fischer (Preussen Krefeld)        | 10,6     |
| 2     | Günther Pesch (Hammer SpVg. 03/04)      | 10,8     |
| 3     | Konrad Wittekindt (SC Frankfurt 1880)   | 10,9     |
| 4     | Walter Lege (SV St. Georg 1895 Hamburg) | 11,0     |
| 5     | Arno Boger (TV Pforzheim 1834)          | 11,1     |
| 6     | Gerd Holthoff (TUSEM Essen)             | 11,2     |

Datum: 7. August

### 200 m
| Platz | Athlet, Verein                           | Zeit (s) |
| ----- | ---------------------------------------- | -------- |
| 1     | Leo Lickes (Preussen Krefeld)            | 22,2     |
| 2     | Walter Schreiber (TSV 1860 München)      | 22,6     |
| 3     | Arno Boger (TV Pforzheim 1834)           | 22,9     |
| 4     | Roland Schröder (Flensburger TB)         | 22,9     |
| 5     | Heinz Kosina (1. FC Schwandorf)          | 23,0     |
| 6     | Hans Rümping (Schwarz-Weiß Radevormwald) | 23,1     |

Datum: 6. August

### 400 m
| Platz | Athlet, Verein                            | Zeit (s) |
| ----- | ----------------------------------------- | -------- |
| 1     | Hubert Huppertz (Rot-Weiß Koblenz)        | 47,8     |
| 2     | Herbert Wudtke (VfB Stuttgart)            | 48,4     |
| 3     | Gerhard Audorf (Berliner SC)              | 48,5     |
| 4     | Friedmund Grüschow (Gut Heil Lübeck 1876) | 49,5     |
| 5     | Georg Sallen (OSV Hörde)                  | 49,5     |
| 6     | Eugen Vogt (VfL München)                  | 50,3     |

Datum: 7. August

### 800 m
| Platz | Athlet, Verein                        | Zeit (min) |
| ----- | ------------------------------------- | ---------- |
| 1     | Heinz Ulzheimer (Eintracht Frankfurt) | 1:51,4     |
| 2     | Günther Steines (Rot-Weiß Koblenz)    | 1:52,3     |
| 3     | Kurt Bonah (Bielefelder TG)           | 1:53,7     |
| 4     | Gerd Junghanns (Osnabrücker TV)       | 1:53,8     |
| 5     | Hans-Ulrich Spree (Bonner FV)         | 1:54,0     |
| 6     | Hermann Arendt (Preussen Krefeld)     | 1:54,3     |

Datum: 7. August

### 1500 m
| Platz | Athlet, Verein                                  | Zeit (min) |
| ----- | ----------------------------------------------- | ---------- |
| 1     | Karl Kluge (Werder Bremen)                      | 3:57,2     |
| 2     | Kurt Anderko (SpVgg. Feuerbach)                 | 3:58,0     |
| 3     | Heinz Laufer (VfL Schwenningen)                 | 3:58,0     |
| 4     | Alfred Petzet (Eintracht Frankfurt)             | 3:59,6     |
| 5     | Heinz Westerteicher (Schwarz-Weiß Radevormwald) | 4:02,0     |
| 6     | Heinz Hoewner (Rot-Weiß Oberhausen)             | 4:02,6     |

Datum: 6. August

### 5000 m
| Platz | Athlet, Verein                         | Zeit (min) |
| ----- | -------------------------------------- | ---------- |
| 1     | Otto Eitel (TSV Esslingen)             | 14:46,2    |
| 2     | Herbert Schade (Grün-Weiß Solingen)    | 14:47,0    |
| 3     | Helmut Bolzhauser (TSV Esslingen)      | 14:51,6    |
| 4     | Karl-Heinz Weyers (ASV Köln)           | 15:15,8    |
| 5     | Willi Holtkamp (Rot-Weiß Koblenz)      | 15:17,4    |
| 6     | Willi Mötzung (Eintracht Braunschweig) | 15:18,6    |

Datum: 7. August

### 10.000 m
| Platz | Athlet, Verein                         | Zeit (min) |
| ----- | -------------------------------------- | ---------- |
| 1     | Otto Eitel (TSV Esslingen)             | 31:39,8    |
| 2     | Hermann Eberlein (TSV 1860 München)    | 32:34,2    |
| 3     | Willi Holtkamp (Rot-Weiß Koblenz)      | 33:11,4    |
| 4     | Heinz Jordan Heinz Jordan (VfL Bochum) | 33:24,0    |
| 5     | Klaus Metz (SV Hayna)                  | 33:27,2    |
| 6     | Alfred Brinkmann (Werder Bremen)       | 34:48,0    |

Datum: 6. August

### Marathon
| Platz | Athlet, Verein                             | Zeit (h)  |
| ----- | ------------------------------------------ | --------- |
| 1     | Wilhelm Bürklein (Reichsbahn SV Stuttgart) | 2:53:10,8 |
| 2     | Josef Legge (VfL Bochum)                   | 2:55:08,0 |
| 3     | Willy Peters (DLC Aachen)                  | 3:04:09,8 |
| 4     | Willi Wolfrum (TSV 1860 München)           | 3:13:08,0 |
| 5     | Max Wiedemann (TSV 1860 München)           | 3:13:16,0 |
| 6     | Karl Meyer (Reichsbahn SV Stuttgart)       | 3:15:22,0 |

Datum: 6. August

### Marathon, Mannschaftswertung
| Platz | Verein, Besetzung                                               | Zeit (h) |
| ----- | --------------------------------------------------------------- | -------- |
| 1     | Reichsbahn SV Stuttgart (Wilhelm Bürklein, Karl Meyer, Schmitt) | 9:36:16  |
| 2     | FSV Frankfurt (Egon Pfarr, Wilhelm Borns, Erich Lachhein)       | 10:05:07 |
| 3     | SV Bühren 21 (Willi Trapp, Brückner, Hans Starke)               | 10:39:41 |
| 4     | Hamburger SV (Theodor Meinecke, Niedermeyer, Grunow)            | 11:21:43 |
| 5     | TSR Olympia Wilhelmshaven (Major, Gregor, Edi Kreglinger)       | 12:13:16 |
| 6     | Werder Bremen (Bernabei, Lehmann, Spahl)                        | 12:38:15 |

Datum: 6. August

### 110 m Hürden
| Platz | Athlet, Verein                                      | Zeit (s) |
| ----- | --------------------------------------------------- | -------- |
| 1     | Hans Zepernick (Blau-Weiß Osnabrück)                | 15,5     |
| 2     | Ernst Becker (Werder Bremen)                        | 15,5     |
| 3     | Wolfgang Troßbach (ATS Kulmbach 1861)               | 15,6     |
| 4     | Edmund Hidas-Hikisch (VfL München)                  | 15,7     |
| 5     | Dieter Haferkamp (SV Schwarz-Weiß Westende Hamborn) | 15,8     |
| 6     | Günter Theilmann (Eintracht Frankfurt)              | 15,9     |

Datum: 7. August

### 400 m Hürden
| Platz | Athlet, Verein                     | Zeit (s) |
| ----- | ---------------------------------- | -------- |
| 1     | Karl Kohlhoff (Holstein Kiel)      | 55,7     |
| 2     | Heinz Bockelbrinck (OSV Hörde)     | 56,2     |
| 3     | Edmund Hidas-Hikisch (VfL München) | 56,4     |
| 4     | Oskar Scharr (SpVgg. Feuerbach)    | 56,4     |
| 5     | Harald Pieper (Hamburger SV)       | 56,5     |
| 6     | Karl Riegel (TSV 1860 München)     |          |

Datum: 6. August

### 3000 m Hindernis
| Platz | Athlet, Verein                           | Zeit (min) |
| ----- | ---------------------------------------- | ---------- |
| 1     | Ludwig Kaindl (TSV 1860 München)         | 9:35,0     |
| 2     | Erhard Kynast (Grün-Weiß Braunschweig)   | 9:44,6     |
| 3     | Peter Maassen (Barmer TV 1846 Wuppertal) | 9:44,6     |
| 4     | Karl Kraus (SC Victoria Hamburg)         | 10:01,2    |
| 5     | Franz Schifferer (TV Bad Reichenhall)    | 10:01,6    |
| 6     | Franz Schlittmann (TSV 1860 München)     | 10:11,8    |

Datum: 7. August

### 4 × 100 m Staffel
| Platz | Verein, Besetzung                                                          | Zeit (s) |
| ----- | -------------------------------------------------------------------------- | -------- |
| 1     | Preussen Krefeld (Paul Schochow, Heinz Fischer, Wilhelm Bauer, Leo Lickes) | 42,3     |
| 2     | Hammer SpVg. 03/04 (Georg Kremer, Günther Pesch, Graßhoff, U. Jonath)      | 42,5     |
| 3     | Hamburger SV (Rohrssen, Mellerowicz, Dieter Wawrczyn, Lipphardt)           | 43,0     |
| 4     | TSV 1860 München (Gill, Gerhard Luther, Walter Schreiber, Fenk)            | 43,0     |
| 5     | SV St. Georg 1895 Hamburg (Walter Lege, Steffen, Rehders, Lindemann)       | 43,2     |
| DSQ   | Eintracht Frankfurt (Lehmann, Kampfhammer, Pfeiffer, Schäfer)              |          |

Datum: 7. August

### 4 × 400 m Staffel
| Platz | Verein, Besetzung                                                                    | Zeit (min) |
| ----- | ------------------------------------------------------------------------------------ | ---------- |
| 1     | Hamburger SV (Georg Lipphardt, Hermann Burnitz, Herbert Behrend, Hans Hieke)         | 3:20,0     |
| 2     | Rot-Weiß Koblenz (Alfred Hochscheid, Bert Steines, Günther Steines, Hubert Huppertz) | 3:22,0     |
| 3     | VfB Stuttgart (Kilian, Erhardt, Ellinger, Herbert Wudtke)                            | 3:22,2     |
| 4     | Berliner SC (Gerhard Audorf, Buller, Werner, Walter Rederscheid)                     | 3:26,2     |
| 5     | Gut Heil Lübeck 1876 (Cornels, Ahrens, Rick, Friedmund Grüschow)                     | 3:27,5     |
| 6     | Barmer TV 1846 Wuppertal (Heinemann, Danner, Lackmann, Wieck)                        | 3:29,2     |

Datum: 7. August

### 3 × 1000 m Staffel
| Platz | Verein, Besetzung                                                            | Zeit (min) |
| ----- | ---------------------------------------------------------------------------- | ---------- |
| 1     | Preussen Krefeld (Bongartz, Heitzer, Hermann Arendt)                         | 7:34,4     |
| 2     | Eintracht Frankfurt (Hans-Joachim Sauer, Ernst Hofferberth, Heinz Ulzheimer) | 7:34,6     |
| 3     | Werder Bremen (Hans Wever, Franz Schiffer, Karl Kluge)                       | 7:37,2     |
| 4     | TK Hannover (Richard Könnecke, Klages, Herbert Thürnau)                      | 7:37,8     |
| 5     | TG 1848 Neuss (Quinders, Willi Jenner, Karl Dimmig)                          | 7:43,0     |
| 6     | Eintracht Braunschweig (Pawlick, Strüber, Horst Bergmann)                    | 7:44,6     |

Datum: 7. August

### 10.000 m Bahngehen
| Platz | Athlet, Verein                         | Zeit (min) |
| ----- | -------------------------------------- | ---------- |
| 1     | Rudolf Lüttge (Eintracht Braunschweig) | 49:23,6    |
| 2     | Hermann Grittner (Reichsbahn SV Köln)  | 52:10,6    |
| 3     | Bernd Schwertel (VfR 19 Limburg)       | 52:10,6    |
| 4     | Konrad Reichel (Bajuwaren München)     | 52:28,0    |
| 5     | Fritz Bleiweiß (MTV Braunschweig)      | 53:01,0    |
| 6     | Hans Reichel (1. FC Nürnberg)          | 53:53,6    |

Datum: 6. August

### 50-km-Gehen
| Platz | Athlet, Verein                         | Zeit (h) |
| ----- | -------------------------------------- | -------- |
| 1     | Friedrich Prehn (SV Polizei Hamburg)   | 4:44:20  |
| 2     | Fritz Bleiweiß (MTV Braunschweig)      | 4:53:43  |
| 3     | Rudolf Lüttge (Eintracht Braunschweig) | 4:56:51  |
| 4     | Werner Thiele (FSV Frankfurt)          | 5:02:52  |
| 5     | Herbert Nagel (WSV Braunschweig)       | 5:05:45  |
| 6     | Hermann Grittner (Reichsbahn SV Köln)  | 5:07:06  |

Datum: 21. August
fand in Stuttgart-Feuerbach statt

### 50-km-Gehen, Mannschaftswertung
| Platz | Verein, Besetzung                                                      | Zeit (h) |
| ----- | ---------------------------------------------------------------------- | -------- |
| 1     | Eintracht Braunschweig (Rudolf Lüttge, Walter Stoltz, Wilhelm Kneifel) | 15:37:37 |
| 2     | Westfalia Herne (Fritz Koschzek, Kemper, Clemens Koppmeier)            | 16:26:23 |
| 3     | Hamburger SV (Hermann Feucht, Rudolf Modes, Otto Biethan)              | 16:42:43 |

Datum: 21. August
fand in Stuttgart-Feuerbach statt
nur 3 Mannschaften in der Wertung

### Hochsprung
| Platz | Athlet, Verein                           | Höhe (m) |
| ----- | ---------------------------------------- | -------- |
| 1     | Hermann Nacke (Polizei SV Kiel)          | 1,97     |
| 2     | Ludwig Koppenwallner (VfL München)       | 1,90     |
| 3     | Günter Theilmann (Eintracht Frankfurt)   | 1,85     |
| 4     | Fritz Beller (Schwarz-Weiß Radevormwald) | 1,81     |
| 5     | Fritz Kader (TV 1848 Erlangen)           | 1,81     |
| 6     | Theo Löbsack (Hamburger SV)              | 1,80     |

Datum: 6. August

### Stabhochsprung
| Platz | Athlet, Verein                      | Höhe (m) |
| ----- | ----------------------------------- | -------- |
| 1     | Gustav Stührk (TSV 1860 München)    | 3,90     |
| 2     | Kurt Landschulze (Preussen Krefeld) | 3,80     |
| 3     | Rudolf Glötzner (Turnerbund Weiden) | 3,80     |
| 4     | Julius Schneider (SC Pforzheim)     | 3,70     |
| 5     | Ernst Scherra (OSV Hörde)           | 3,60     |
| 6     | Heinz Quatuor (OSV Hörde)           | 3,60     |

Datum: 7. August

### Weitsprung
| Platz | Athlet, Verein                         | Weite (m) |
| ----- | -------------------------------------- | --------- |
| 1     | Heinz Kreulich (TC Gelsenkirchen 1874) | 7,58      |
| 2     | Gerhard Luther (TSV 1860 München)      | 7,53      |
| 3     | Helmut Wiersdorf (VfB Oldenburg)       | 7,31      |
| 4     | Herbert Vatter (1. FC Nürnberg)        | 7,26      |
| 5     | Emil Steger (TSV Schwaben Augsburg)    | 7,20      |
| 6     | Manfred Jäckle (ASV Nordrach)          | 7,19      |

Datum: 7. August

### Dreisprung
| Platz | Athlet, Verein                       | Weite (m) |
| ----- | ------------------------------------ | --------- |
| 1     | Theo Strohschnieder (TV Cloppenburg) | 14,42     |
| 2     | Paul Rapp (Stuttgarter Kickers)      | 14,12     |
| 3     | Herbert Zimmer (Rot-Weiß Oberhausen) | 14,12     |
| 4     | Rudolf Waneck (TSV 1860 München)     | 14,10     |
| 5     | Edard Koch (KSV Hessen Kassel)       | 13,98     |
| 6     | Werner Weiß (Preußen Münster)        | 13,86     |

Datum: 6. August

### Kugelstoßen
| Platz | Athlet, Verein                      | Weite (m) |
| ----- | ----------------------------------- | --------- |
| 1     | Josef Bongen (Preussen Krefeld)     | 15,27     |
| 2     | Otto Luh (VfB Gießen)               | 14,50     |
| 3     | Helfried Mersinger (TSG Heidelberg) | 14,20     |
| 4     | Josef Hipp (Turnerbund Balingen)    | 14,17     |
| 5     | Karl Jansen (Rheydter Spielverein)  | 13,91     |
| 6     | Fritz Riese (Eintracht Frankfurt)   | 13,68     |

Datum: 6. August

### Diskuswurf
| Platz | Athlet, Verein                              | Weite (m) |
| ----- | ------------------------------------------- | --------- |
| 1     | Gerhard Hilbrecht (TSV 1860 München)        | 44,51     |
| 2     | Heinz Rosendahl (Schwarz-Weiß Radevormwald) | 43,94     |
| 3     | Walter Janssen (Werder Bremen)              | 43,05     |
| 4     | Josef Bongen (Preussen Krefeld)             | 41,27     |
| 5     | Günther Noack (Eintracht Frankfurt)         | 41,08     |
| 6     | Gustav Marktanner (VfB Stuttgart)           | 40,86     |

Datum: 6. August

### Hammerwurf
| Platz | Athlet, Verein                         | Weite (m) |
| ----- | -------------------------------------- | --------- |
| 1     | Karl Wolf (Karlsruher TV 1846)         | 55,88     |
| 2     | Karl Storch (ASC Fulda)                | 54,64     |
| 3     | Oskar Lutz (OSV Hörde)                 | 50,31     |
| 4     | Erwin Blask (Eintracht Frankfurt)      | 50,21     |
| 5     | Paul Ronge (Schwarz-Weiß Radevormwald) | 49,61     |
| 6     | Sebastian Mayer (VfL München)          | 48,51     |

Datum: 7. August

### Speerwurf
| Platz | Athlet, Verein                        | Weite (m) |
| ----- | ------------------------------------- | --------- |
| 1     | Emil Sick (Stuttgarter Kickers)       | 62,10     |
| 2     | Johannes Boeder (Berliner SC)         | 59,45     |
| 3     | Fritz Rudorf (Hamburger SV)           | 58,66     |
| 4     | Eugen Köhler (SV Phönix Ludwigshafen) | 58,44     |
| 5     | Helmut Wilshaus (Hammer SpVg. 03/04)  | 58,34     |
| 6     | Martin Reitknecht (TSV Esslingen)     | 57,51     |

Datum: 7. August

### Fünfkampf,1934er Wertung
| Platz | Athlet, Verein                     | P – offiz. Wert. | P – 85er Wert. |
| ----- | ---------------------------------- | ---------------- | -------------- |
| 1     | Gerhard Luther (TSV 1860 München)  | 3862             | 3675           |
| 2     | Herbert Vatter (1. FC Nürnberg)    | 3708             | 3564           |
| 3     | Josef Hipp (Turnerbund Balingen)   | 3677             | 3501           |
| 4     | Ludwig Koppenwallner (VfL München) | 3495             | 3332           |
| 5     | Herbert Wudtke (VfB Stuttgart)     | 3493             | 3376           |
| 6     | Hans Stein (TG Schweinfurt 1848)   | 3474             | 3379           |

Datum: 20. August
fand in Stuttgart-Feuerbach statt
Gewertet wurden die Disziplinen vom 1. Tag des Zehnkampfs (sog. „Deutscher Fünfkampf“): 100 m, Weitsprung, Kugelstoßen, Hochsprung, 400 m.

### Zehnkampf,1934er Wertung
| Platz | Athlet, Verein                        | P – offiz. Wert. | P – 85er Wert. |
| ----- | ------------------------------------- | ---------------- | -------------- |
| 1     | Gerhard Luther (TSV 1860 München)     | 6678             | 6445           |
| 2     | Josef Hipp (Turnerbund Balingen)      | 6589             | 6349           |
| 3     | Ludwig Koppenwallner (VfL München)    | 6165             | 5999           |
| 4     | Paul Adomeit (Rendsburger TSV)        | 6090             | 5955           |
| 5     | Ernst Wurfer (TSV Esslingen)          | 6078             | 5933           |
| 6     | Wigo Biffart (SG Neustadt/Weinstraße) | 5752             | 5677           |

Datum: 20./21. August
fand in Stuttgart-Feuerbach statt

### Waldlauf–7509m
| Platz | Athlet, Verein                          | Zeit (min) |
| ----- | --------------------------------------- | ---------- |
| 1     | Otto Eitel (TSV Esslingen)              | 24:35,8    |
| 2     | Ludwig Warnemünde (SC Victoria Hamburg) | 24:36,0    |
| 3     | Ludwig Kaindl (TSV 1860 München)        | 24:44,4    |
| 4     | Hermann Eberlein (TSV 1860 München)     | 25:01,0    |
| 5     | Herbert Schade (Grün-Weiß Solingen)     | 25:02,6    |
| 6     | Edmund Nadolny (Rot-Weiß Oberhausen)    | 25:14,2    |

Datum: 10. April
fand in Büren statt

### Waldlauf–7509m, Mannschaftswertung
| Platz | Verein, Besetzung                                                 | (Pkte)               |
| ----- | ----------------------------------------------------------------- | -------------------- |
| 1     | TSV 1860 München (Ludwig Kaindl, Hermann Eberlein, Hans Glöckler) | 13 (Plätze 03/04/08) |
| 2     | TSV Esslingen (Otto Eitel, Helmut Bolzhauser, Helmut Gude)        | 21 (Plätze 01/09/15) |
| 3     | Rot-Weiß Oberhausen (Edmund Nadolny, Walter Türk, Willi Klömpken) | 33 (Plätze 06/13/20) |
| 4     | SC Victoria Hamburg (Ludwig Warnemünde, Klaus Ketelsen, Becker)   | 38 (Plätze 02/16/27) |
| 5     | Rot-Weiß Koblenz (Willi Holtkamp, Henrici, Winkler)               | 43 (Plätze 11/18/23) |
| 6     | Eintracht Braunschweig (Willi Mötzung, Erhard Kynast, Krüwer)     | 44 (Plätze 12/19/21) |

Datum: 10. April
fand in Büren statt

## Meisterschaftsresultate Frauen

### 100 m
| Platz | Athletin, Verein                                  | Zeit (s) |
| ----- | ------------------------------------------------- | -------- |
| 1     | Marga Petersen (Werder Bremen)                    | 12,1     |
| 2     | Ruth Limbach, geb. Schwanck (SSV Wuppertal)       | 12,4     |
| 3     | Maria Sander, geb. Domagala (Rot-Weiß Oberhausen) | 12,5     |
| 4     | Margot Glöckner (Eintracht Frankfurt)             | 12,6     |
| 5     | Elfriede Brunemann (TK Hannover)                  | 12,6     |
| 6     | Ingrid Jonas (SC Victoria Hamburg)                | 12,9     |

Datum: 7. August

### 200 m
| Platz | Athletin, Verein                       | Zeit (s) |
| ----- | -------------------------------------- | -------- |
| 1     | Margot Gundlach (Hassia Bingen)        | 26,3     |
| 2     | Ruth Wenzel (Berliner SC)              | 26,4     |
| 3     | Else Ostmann (Bielefelder TG)          | 26,4     |
| 4     | Hannelore Mikos (Werder Bremen)        | 26,9     |
| 5     | Ursula Kunsch (Eintracht Braunschweig) | 27,3     |
| 6     | Inge Würpel (TuS Ricklingen)           | 27,3     |

Datum: 6. August

### 80 m Hürden
| Platz | Athletin, Verein                                  | Zeit (s) |
| ----- | ------------------------------------------------- | -------- |
| 1     | Maria Sander, geb. Domagala (Rot-Weiß Oberhausen) | 11,9     |
| 2     | Lore Fauth (Stuttgarter Kickers)                  | 12,5     |
| 3     | Siegfriede Dempe (Jena)                           | 12,5     |
| 4     | Liselotte Laschinski (SCC Berlin)                 | 12,6     |
| 5     | Hanni Wahnemühl (SSV Wuppertal)                   | 12,7     |
| 6     | Monika Rütel (Holstein Kiel)                      | 12,8     |

Datum: 6. August

### 4 × 100 m Staffel
| Platz | Verein, Besetzung                                                                             | Zeit (s) |
| ----- | --------------------------------------------------------------------------------------------- | -------- |
| 1     | Werder Bremen (Helga Kluge – geb. Huhn, Marga Petersen, Hannelore Mikos, Lena Stumpf)         | 48,3     |
| 2     | SSV Wuppertal (Marianne Dekkers, Ruth Limbach – geb. Schwanck, Emmy Albus, Renate Kortenhaus) | 48,8     |
| 3     | Berliner SC (Schimmel, Struck, Reich, Ruth Wenzel)                                            | 49,7     |
| 4     | Eintracht Frankfurt (Haxel, Morgenthal, Kübert, Margot Glöckner)                              | 49,9     |
| 5     | MTV München von 1879 (Nadler, Ida Adler, Elfriede Mayerhofer, Erika Eckelt)                   | 49,9     |
| 6     | TK Hannover (Langner, Elfriede Brunemann, Wippermann, Haase)                                  | 50,3     |

Datum: 7. August

### Hochsprung
| Platz | Athletin, Verein                              | Höhe (m) |
| ----- | --------------------------------------------- | -------- |
| 1     | Margarete von Buchholtz (Stuttgarter Kickers) | 1,61     |
| 2     | Hildegard Gerschler (Eintracht Braunschweig)  | 1,60     |
| 3     | Grete Beickelmann (TuS Opladen)               | 1,58     |
| 4     | Erika Eckelt (MTV München von 1879)           | 1,55     |
| 5     | Ursula Ehrhardt (SC Frankfurt 1880)           | 1,55     |
| 6     | Lore Fauth (Stuttgarter Kickers)              | 1,53     |

Datum: 7. August

### Weitsprung
| Platz | Athletin, Verein                         | Weite (m) |
| ----- | ---------------------------------------- | --------- |
| 1     | Elfriede Brunemann (TK Hannover)         | 6,12      |
| 2     | Lena Stumpf (Werder Bremen)              | 5,96      |
| 3     | Irmgard Kirchhoff (KSV Hessen Kassel)    | 5,96      |
| 4     | Ruth Klüver (TSV Rot-Weiß Niebüll)       | 5,71      |
| 5     | Elisabeth Schmitz (OSV Hörde)            | 5,62      |
| 6     | Leni Hofknecht (Bayreuther Turnerschaft) | 5,42      |

Datum: 6. August

### Kugelstoßen
| Platz | Athletin, Verein                             | Weite (m) |
| ----- | -------------------------------------------- | --------- |
| 1     | Karen Uthke (ASV Köln)                       | 13,21     |
| 2     | Gertrud Schlüter (SV St. Georg 1895 Hamburg) | 13,16     |
| 3     | Hilde Siemer (Oldenburger Turnerbund)        | 12,53     |
| 4     | Gerda Hagen (Post SV Düsseldorf)             | 12,44     |
| 5     | Dorothea Kreß (VfL Pinneberg)                | 12,19     |
| 6     | Lore Heier (TuS Duisburg 48/99)              | 11,70     |

Datum: 6. August

### Diskuswurf
| Platz | Athletin, Verein                               | Weite (m) |
| ----- | ---------------------------------------------- | --------- |
| 1     | Karen Uthke (ASV Köln)                         | 41,86     |
| 2     | Else Hümmer, geb. Graf (SV 1873 Nürnberg-Süd)  | 40,52     |
| 3     | Theda Stumpf (Werder Bremen)                   | 39,18     |
| 4     | Hilde Siemer (Oldenburger Turnerbund)          | 37,73     |
| 5     | Hildegard Mählmann (SV St. Georg 1895 Hamburg) | 37,67     |
| 6     | Edna Wilmes (Berliner SC)                      | 36,06     |

Datum: 7. August

### Speerwurf
| Platz | Athletin, Verein                                       | Weite (m) |
| ----- | ------------------------------------------------------ | --------- |
| 1     | Inge Wolf, geb. Plank (1. FC Nürnberg)                 | 43,68     |
| 2     | Marlies Müller (ASV Köln)                              | 40,38     |
| 3     | Helga Karsten, geb. Isberg (SV St. Georg 1895 Hamburg) | 40,29     |
| 4     | Alwine Lehr (Eintracht Frankfurt)                      | 40,28     |
| 5     | Liesel Hillebrandt (TK Hannover)                       | 37,49     |
| 6     | Rita Ewald (SSV Wuppertal)                             | 36,78     |

Datum: 7. August

### Fünfkampf
| Platz | Athletin, Verein                                       | P – offiz. Wert. | P – 80er Wert. |
| ----- | ------------------------------------------------------ | ---------------- | -------------- |
| 1     | Lena Stumpf (Werder Bremen)                            | 361              | 3331           |
| 2     | Lore Fauth (Stuttgarter Kickers)                       | 338              | 3234           |
| 3     | Karen Uthke (ASV Köln)                                 | 295              | 2883           |
| 4     | Helga Karsten, geb. Isberg (SV St. Georg 1895 Hamburg) | 288              | 2910           |
| 5     | Dorothea Kreß (VfL Pinneberg)                          | 288              | 2938           |
| 6     | Hilde Quast (Rot-Weiß Koblenz)                         | 274              | 2925           |

Datum: 20./21. August
fand in Stuttgart-Feuerbach statt
Der Fünfkampf wurde nach einer älteren deutschen Punktetabelle des Frauen-Fünfkampfs gewertet, Disziplinen: Tag 1 – Kugelstoß, Weitsprung / Tag 2 – 100 m, Hochsprung, Speerwurf.

## Video
- Filmausschnitte u. a. von den Deutschen Leichtathletik-Meisterschaften auf filmothek.bundesarchiv.de, Bereich: 4:13 min bis 6:20 min, abgerufen am 20. April 2021